# Perša Liha 2012-2013
La Perša Liha 2012-2013 è stata la 22ª edizione della seconda serie del campionato ucraino di calcio. La stagione è iniziata il 13 luglio 2012 ed è terminata l'8 giugno 2013.

## Stagione

### Novità
Al termine della passata stagione, sono salite in Prem"jer-liha Hoverla-Zakarpattja e Metalurh Zaporižžja. Sono retrocesse in Druha Liha Enerhetyk Burštyn e L'viv. Sono salite dalla Druha Liha Sumy e Poltava.
Dalla Prem"jer-liha 2011-2012 sono retrocessi Obolon' e Oleksandrija.
Prima dell'inizio della stagione, il Nyva Vinnycja si è ritirato dal campionato. Al suo posto è subentrato l'Avanhard Kramators'k.

### Formula
Le diciotto squadre si affrontano due volte, per un totale di trentaquattro giornate. Le prime due classificate vengono promosse in Prem"jer-liha.
Le ultime due classificate retrocedono in Druha Liha. La terzultima e la quartultima, invece, disputeranno uno spareggio promozione-retrocessione contro le seconde classificate dei due gironi di Druha Liha.

## Classifica
|  | Pos. | Squadra              | Pt | G  | V  | N  | P  | GF | GS | DR  |
|  | ---- | -------------------- | -- | -- | -- | -- | -- | -- | -- | --- |
|  | 1.   | Sevastopol'          | 74 | 34 | 22 | 8  | 4  | 71 | 22 | +49 |
|  | 2.   | Stal' Alčevs'k       | 66 | 34 | 20 | 6  | 8  | 58 | 35 | +23 |
|  | 3.   | Oleksandrija         | 60 | 34 | 17 | 9  | 8  | 48 | 35 | +13 |
|  | 4.   | Bukovyna Černivci    | 58 | 34 | 16 | 10 | 8  | 49 | 33 | +16 |
|  | 5.   | Naftovyk-Ukrnafta    | 54 | 34 | 15 | 9  | 10 | 39 | 31 | +8  |
|  | 6.   | Mykolaïv (-3)        | 54 | 34 | 16 | 9  | 9  | 45 | 41 | +4  |
|  | 7.   | Avanhard Kramators'k | 53 | 34 | 15 | 8  | 11 | 37 | 26 | +11 |
|  | 8.   | Zirka                | 52 | 34 | 14 | 10 | 10 | 46 | 37 | +9  |
|  | 9.   | Sumy                 | 50 | 34 | 14 | 8  | 12 | 32 | 35 | -3  |
|  | 10.  | Helios Charkiv       | 49 | 34 | 12 | 13 | 9  | 33 | 21 | +12 |
|  | 11.  | Olimpik Donec'k      | 49 | 34 | 15 | 4  | 15 | 34 | 37 | -3  |
|  | 12.  | Tytan Armjans'k      | 48 | 34 | 13 | 9  | 12 | 44 | 40 | +4  |
|  | 13.  | Poltava              | 45 | 34 | 11 | 12 | 11 | 35 | 35 | +0  |
|  | 14.  | Krymteplycja         | 35 | 34 | 9  | 8  | 17 | 30 | 45 | -15 |
|  | 15.  | Dinamo-2 Kiev        | 30 | 34 | 8  | 6  | 20 | 31 | 55 | -24 |
|  | 16.  | Odessa               | 24 | 34 | 7  | 3  | 24 | 21 | 63 | -42 |
|  | 17.  | Obolon'              | 22 | 34 | 5  | 7  | 22 | 19 | 28 | -9  |
|  | 18.  | Arsenal Bila Cerkva  | 20 | 34 | 5  | 5  | 24 | 23 | 76 | -53 |

      Promossa in Prem'er-Liha 2013-2014
 Ammessa allo spareggio promozione-retrocessione
      Retrocessa in Druha Liha 2013-2014
      Esclusa a campionato in corso.

## Spareggio promozione-retrocessione
|                     | Risultati |                     | Luogo e data              |
| ------------------- | --------- | ------------------- | ------------------------- |
| Odessa              | 0 - 2     | Nyva Ternopil'      | Odessa, 12 giugno 2013    |
| Nyva Ternopil'      | 4 - 1     | Odessa              | Ternopil', 16 giugno 2013 |
|                     |           |                     |                           |
| Šachtar Sverdlov'sk | 1 - 1     | Dinamo-2 Kiev       | Roven'ky, 12 giugno 2013  |
| Dinamo-2 Kiev       | 1 - 0     | Šachtar Sverdlov'sk | Kiev, 16 giugno 2013      |